# Meeresgott

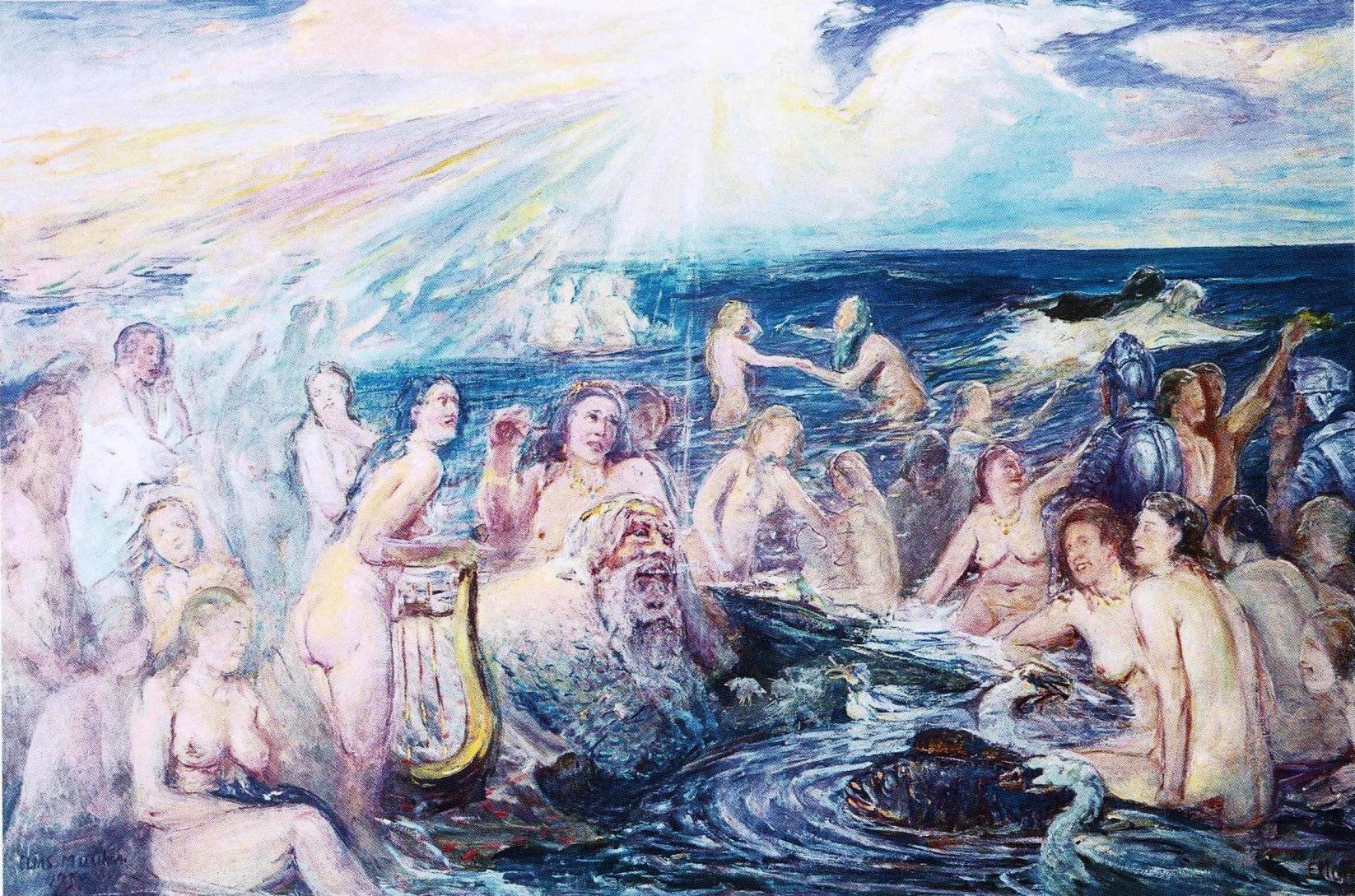
Elias Muukkas Gemälde des finnischen Wassergottes Ahti

Meeresgötter sind Götter bzw. Gottheiten, die in polytheistischen Religionen und Mythologien in enger Verbindung zu einem realen oder mythischen Meer stehen oder dessen Personifikation darstellen.

## Bezeichnung
Die Kategorie Meeresgottheit hat in keiner Mythologie eine direkte Entsprechung, da sich einerseits die Funktion einer Gottheit nur selten auf einen einzelnen Bereich beschränken lässt und andererseits das Bild eines einzelnen Gottes innerhalb einer Kultur sowohl räumlich als auch zeitlich unterschiedlich ausgeprägt ist. Sie wird dadurch zwar nicht unbrauchbar, ist aber aufgrund der Komplexität polytheistischer Systeme kaum dazu geeignet, religiöse Strukturen zu klassifizieren oder zu systematisieren.
Grundsätzlich zu unterscheiden sind als Gottheit gedachte kosmogonische Urozeane, aus denen die Welt oder andere Götter hervorgehen, personifizierte konkrete Meere und Gottheiten, die das Meer beherrschen oder das Meer bewohnen, wobei eine Gottheit mehrere dieser Vorstellungen in sich vereinigen kann.

## Alter Orient
In der frühesten schriftlich greifbaren Mythologie des Alten Orient, der sumerischen Mythologie, ist der Anfang aller Dinge die Meeresgöttin Nammu. Sie bringt das Götterpaar An und Ki hervor, aus denen die großen Götter hervorgehen. Mit An zeugt sie den über das Süßwasser herrschende Gott Enki, der im unterirdischen Süßwasserozean Abzu wohnt. In der akkadischen, babylonischen, assyrischen und in anderen altorientalischen Mythologien werden die Motive eines Urozeans und eines unter der Erde gedachten Süßwasserozeans übernommen und weiterentwickelt.
In der babylonischen Mythologie steht dem Tiamat genannten Salzwasserozean der Süßwasserozean Abzu als weitere Urgottheit gegenüber. Durch ihre Verbindung entsteht das Götterpaar An und Ea, aus denen weitere Götter hervorgehen. Abzu und Tiamat werden hier von der jüngeren Göttergeneration unter der Führung von Marduk getötet, der aus Tiamat Himmel und Erde erschafft. Die Hethiter und Hattier kannten einen Meeresgott, dessen Tochter Ḫatepuna hieß. Der Meeresgott der Hurriter hatte hingegen eine Tochter namens Šertapšuruḫi, die dem Gott Kumarbi die Seeschlange Ḫedammu gebar.

## Griechische Mythologie
In der griechischen Mythologie wird eine Vielzahl von Gottheiten als Meeresgott bezeichnet. Mit Ausnahme Poseidons ist kaum kultische Verehrung bezeugt, sodass ihre Klassifizierung als Meeresgott hauptsächlich auf Werke der Dichtung beruht. Der griechische Polytheismus zeichnet sich durch Offenheit hinsichtlich der Zusammensetzung des Pantheons aus.
Eine Auflistung von Walter Pötscher nennt acht Meergottheiten:
- Poseidon, ursprünglich ein Gott der Binnengewässer,[3] der bei Homer als Herrscher der Meere vorgestellt wird, als er seine Behausung unter Wasser in Richtung Kampfplatz verlässt und von den Wasserbewohnern als ihr Herr erkannt wird.[4]
- Amphitrite, die Gattin Poseidons.
- die Tritonen entwickelten sich unter dem Vorbild anderer Göttervereine sowie der Vielzahl von Meeresbewohnern aus dem Einzel-Gott Triton. Ihre Anzahl ließ sie furchterregend erscheinen.
- die Nereiden sind Nymphen und bewohnen das Mittelmeer und waren von Anfang an als größere Gruppe konzipiert, die individuelle Ausgestaltung einzelner Nereiden entstammt dichterischen Bearbeitungen.
- der „Meergreis“ Halios geron gehört vermutlich zu den ältesten griechischen Meergöttern. Ihm tritt als greisenhafter Meergott der Vater der Nereiden Nereus gegenüber, der jedoch auch aus einer Ableitung der Nereiden entstanden sein könnte.
- Proteus, ein besonders verwandelbarer Gott hatte eine Fähigkeit, die auch den Meergöttern generell  zugeschrieben wurde.[5]
- Phorkys ist der Sohn des Pontos und Bruder des Meeresungeheuers Keto und war mit Keto Vater zahlreicher Ungeheuer.
- Glaukos wurde wegen seiner Liebe zum Meer in einen Meergott verwandelt.

Einige Meergottheiten, etwa die Gesamtheit der Nymphen (in der griechischen Mythologie weibliche Gottheiten niederen Ranges), fehlen in dieser Aufzählung. In der griechischen Kosmogonie wurden die ersten Götter zugleich als Teil der Welt gedacht, aus denen weitere Teile der Welt hervorgingen. Pontos ist in der Theogonie Hesiods als einer der ersten Gottheiten, die Personifikation des Mittelmeers und der Vater der Meergottheiten Nereus, Thaumas, Phorkys, Keto und Eurybia. Okeanos ist bei Hesiod mit Tethys der Vater der Okeaniden und wird von den Orphikern als Urozean gedacht. Die Meergöttin Thalassa ist erst spät in der Dichtung bezeugt und hatte wahrscheinlich nie religiöse Bedeutung.
Die Offenheit des griechisch-polytheistischen Systems wird besonders an Poseidon deutlich. Im frühen Kult ist er seinem Bruder Zeus ebenbürtig und mancherorts überlegen, in der homerischen Dichtung ist er noch in der Lage, diesen herauszufordern. Aber selbst Dionysos kann frevelnde Seeleute in Delphine verwandeln, weshalb sein Bildnis beim athenischen Fest Anthesteria auf einem Schiff durch die Stadt gefahren wird. In weniger von der Seefahrt geprägten Stadtstaaten wie Sparta ist der Poseidonkult auf diejenigen Aspekte konzentriert, die nicht auf das Meer bezogen sind.
Andererseits konnten kultische Weihinschriften und Votivgaben aus dem Kontext der Seefahrt an die unterschiedlichsten Gottheiten adressiert sein, nicht nur an die Meergötter.

## Keltische Mythologie
Aufgrund der wenigen Schriftzeugnisse ist eine umfassende Beleuchtung des Meeres aus mythologischer Sicht in der keltischen Mythologie schwierig. Klare Zuordnungen von Göttern zum Meer sind selten. So ist der irische Gott Manannan am sichersten dem Meer zuzuschreiben. Durch die Niederschrift des keltischen Sagengutes durch christliche Mönche und damit einhergehenden Veränderungen ist dies schwierig, allerdings weisen einige Eigenschaften und Beschreibungen der Sagengestalt auf die Zuordnung des Gottes hin. So lautet sein Name Manannán mac Lir ([manaNaːn mak L'ir], irisch für „Manannan, Sohn der See“) und häufige Verweise in den Sagen zum Meer oder einem Reich im beziehungsweise jenseits des Meeres legen diese Vermutung nahe. Auch Lir selbst wird so dem Meer zugesprochen, doch die Zuordnung ist ungewiss. Gleiches gilt für die walisischen Entsprechungen Llŷr und Manawyddan.

## Liste der Meeresgötter
Alter Orient
- Yam
- Ba’al
- Athirat
- Aschera (Göttin)
- Kiaši
- Aruna
- Ḫa

Ägyptische Mythologie
- Naunet
- Wadj-Wer
- Khnum, Gott des Nils

Mythologie der Ainu
- Amemasu, Seemonster
- Repun-kamuy, Meeresgott

Aztekische Mythologie
- Opochtli, Gott des Fischens
- Huixtocihuatl, Göttin des Salzes und der Fruchtbarkeit
- Tlaloc, Gott des Gewitters

Daoismus
- Mazu

Fidschianische Mythologie
- Daucina, Gott der Seefahrer
- Dakuwaqa, Gott der Haie

Finnische Mythologie
- Ahti, Gott der Tiefe und der Fische
- Vellamo, Frau von Ahti, Göttin der Meere, Seen und Stürme
- Vedenemo, eine Wassergottheit
- Iku-Torsu, ein hasserfülltes Seemonster

Mythologie der Fon
- Agwé, Meeresloa
- Mami Wata, Wasserloa
- Clermeil, Flussloa
- Pie, Fluss- und Seeloa

Germanische Mythologie
- Ägir
- Njörðr
- Rán
- Ägirstöchter

Griechische Mythologie
- Poseidon

Hawaiianische Mythologie
- Nāmaka, Gott des Meeres
- Kamohoalii, Haigott
- Ukupanipo, Haigott, der die Menge der gefangenen Fische kontrolliert
- Kanaloa, auch Tangaroa, Gott des Ozean

Japanische Mythologie
- Susanoo-no-Mikoto, Gott der Meere und Stürme, Bruder der Sonnengöttin Amaterasu
- Watatsumi, der dreieinige Kami der Meere

Mythologie der Inka
- Pariacaca, Wassergott und der Gott der starken Regenfälle

Kirgisische Mythologie
- Martuv, Flussgottheit
- Presno, Sturmgott

Mythologie der Māori
- Tangaroa

Römische Mythologie
- Neptun

Voodoo
- Agwe

Mythologie der Yoruba
- Yemayá, Mutter der Fische
- Olokun, ein Ozeanorisha

Mythologie der Inuit
- Imap Ukua (Imapukua), Meeresgöttin, Herrin aller Seetiere und -vögel, die strenge Fangbegrenzungen für Robben befiehlt[9]

Im tamilisch geprägten südostasiatischen Raum ist die Meeresgöttin Manimekhala sehr populär.